# Airfone

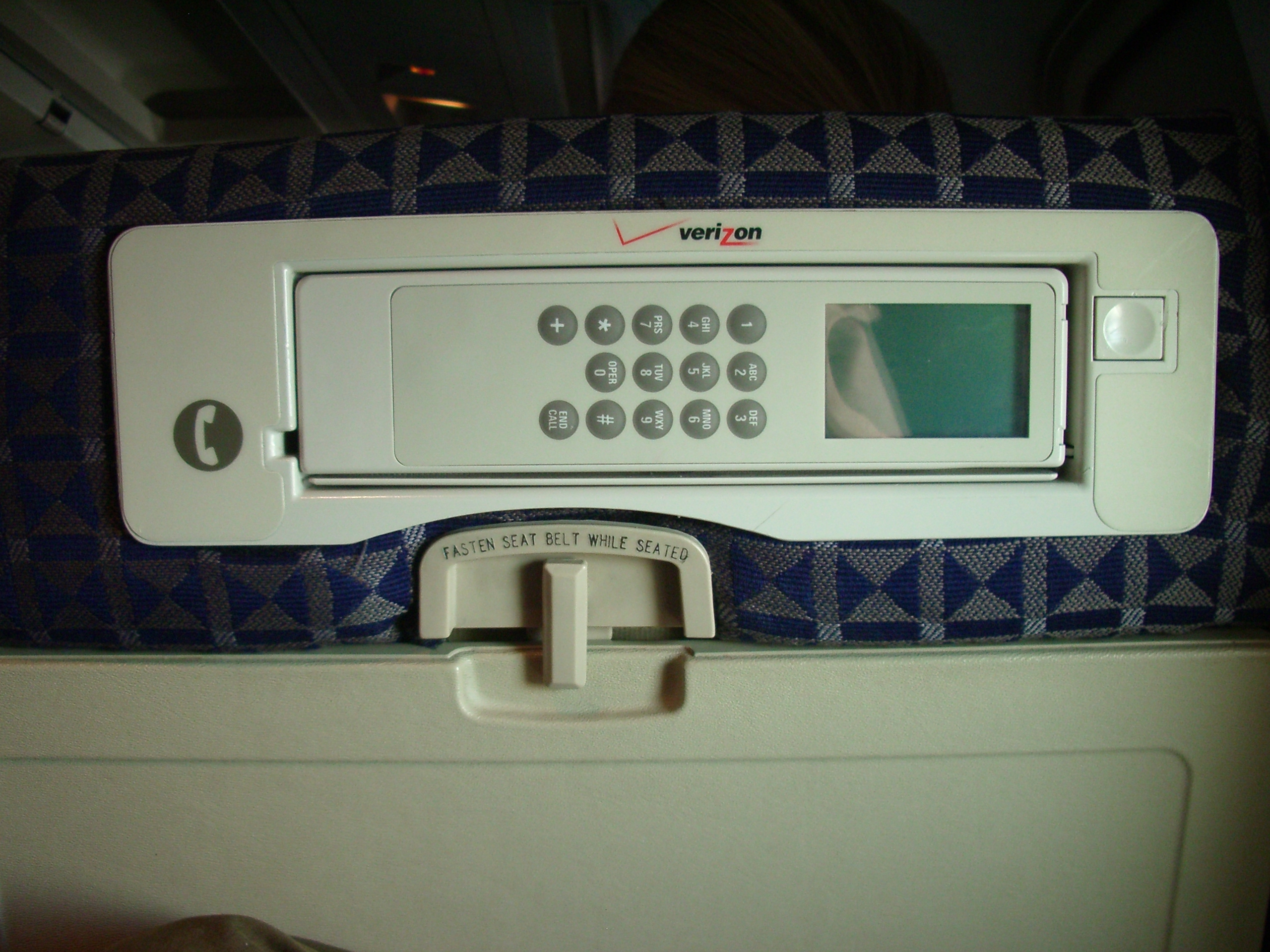
Verizon-Airfone-Endgerät in der Rückenlehne eines Passagiersitzes

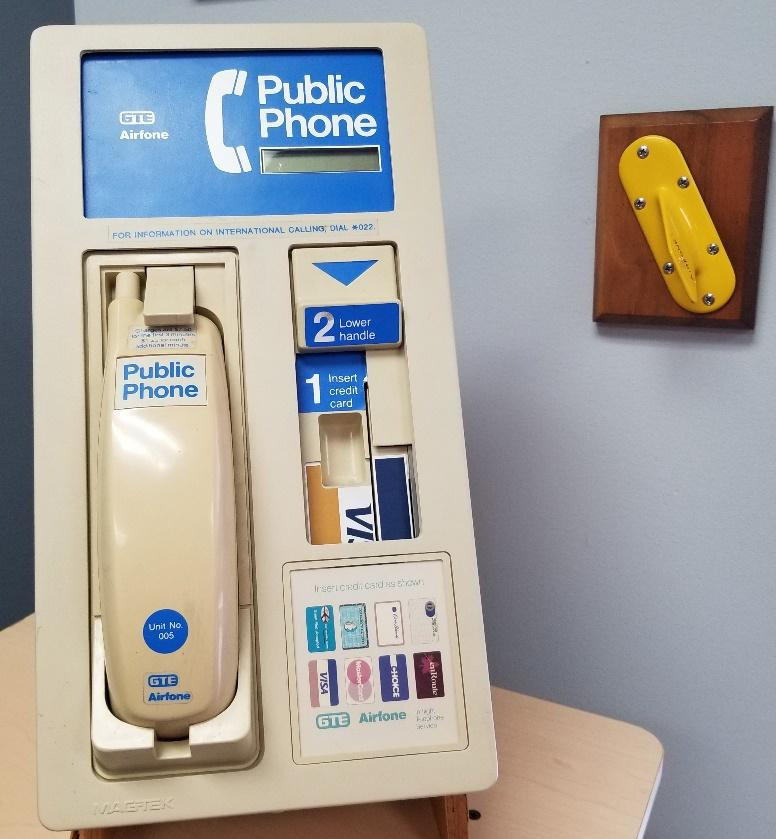
Airfone-Telefon für Passagiere

Airfone war ein US-amerikanischer Funktelefondienst für Passagierflugzeuge. Er wurde vom Gründer von MCI Communications John D. Goeken entwickelt und unter den Markennamen Airfone, GTE Airfone und Verizon Airfone betrieben. Das System erlaubte Passagieren das Telefonieren (später auch eine Datenverbindung) während des Fluges. Je nach Beförderungsklasse waren Telefonhörer in der Rückenlehne des mittleren Sitzes verbaut, so dass ein Flugzeug mit zwei Dreiersitzreihen pro Reihe über zwei Telefone verfügte. In der ersten Klasse war oft jeder Sitzplatz mit einem eigenen Telefon ausgestattet. In manchen Flugzeugen waren hingegen ein oder mehrere Geräte mit schnurlosen oder kabelgebundenen Hörern an der Kabinenwand installiert. Telefonate über das Airfone-Netz waren im Allgemeinen im Vergleich zu normalen Festnetzgesprächen relativ teuer und kosteten im Jahr 1996 zwischen 2,50 US-Dollar pro Anruf plus 2,79 US-Dollar pro Minute.
Bell Mobility betrieb die Airfone-Technologie an Bord von Flugzeugen der Air Canada unter dem Namen Skytel.

## Geschichte
Airfone wurde ursprünglich von John D. Goeken in den 1970er Jahren entwickelt. Im Jahr 1981 kaufte sich Western Union mit 50 % ein und verkaufte seine Anteile 1986 für 39 Millionen US-Dollar an GTE. Delta Air Lines war die erste Fluggesellschaft, die ihren Passagieren das Telefonieren in der Luft mit Airfone ermöglichte.
Die erste Generation des Airfone wurde ab 1985 angeboten und konnte lediglich Anrufe vom Flugzeug zum Boden bieten und regelmäßig traten Verbindungsabbrüche auf. Das System nutzte eine analoge Übertragung mittels Einseitenbandmodulation (SSB) und wurde im Frequenzbereich um die 946 MHz betrieben.
Im Jahr 1992 entwickelte GTE zusammen mit der Teknekron Corporation die nächste Generation unter Bezeichnung GenStar. Teknekorn entwickelte die Software, die auf Hardware von Stratus Technologies lief. Mit GenStar konnten Anrufe im Flugzeug entgegengenommen werden und es wurde eine Verbindungsübergabe zwischen Bodenstationen implementiert, was Verbindungsabbrüche reduzierte. Die Endgeräte wurden auch mit Bildschirmen und Anschlüssen für Faxgeräte ausgerüstet.
Im Jahr 2002 nutzen 62 Prozent der in den Vereinigten Staaten operierenden Airlines das Airfone System. Dazu gehörten Air Wisconsin, American Airlines, Continental Airlines, Delta Air Lines, Midwest Airlines, United Airlines, US Airways, Aeroméxico, Air Canada, Air Nova, Mexicana de Aviación, Air France, Alitalia, All Nippon Airways, British Airways, Cathay Pacific Airways, China Southern Airlines, Crossair, Lufthansa, Thai Airways, Turkish Airlines und Varig.
Laut der New York Times nutzten im Jahr 2004 nur noch zwei bis drei Passagiere pro Flug den Service. Im Mai und Juni 2006 wurden die Frequenzen, auf denen Airfone kommunizierte, von der FCC mittels einer Auktion an zwei neue Lizenznehmer – Aircell und LiveTV – vergeben. Verizon erhielt daraufhin eine nicht verlängerbare Genehmigung bis 2010, musste aber innerhalb von zwei Jahren die Bandbreite des Airfone-Systems reduzieren und das Frequenzband mit den anderen beiden Unternehmen teilen.
Am 23. Juni 2006 kündigte Verizon an, den Airfone-Service auf Linienflügen zum Ende des Jahres 2006 einzustellen. Gründe seien zum einen der Nutzungsrückgang und zum anderen das Bestreben des Unternehmens, sich auf sein Kerngeschäft zu konzentrieren. Zu diesem Zeitpunkt waren Airfone-Geräte noch in rund 1000 Flugzeugen von United Airlines und Continental Airlines installiert. US Airways und Delta Air Lines hatten bereits alle Airfone-Geräte aus ihren Flugzeugen entfernt. Der Dienst wurde auf 3400 privaten und Regierungsflugzeugen zunächst weiter betrieben.
Am 28. Dezember 2007 kündigte Airfone an, seinen Dienst zum 31. Dezember 2008 endgültig einzustellen, wenn die Kaufverhandlungen mit JetBlue bezüglich deren Tochter LiveTV scheitern sollten. Am 2. Juni 2008 gab JetBlue den Kauf von Airfone bekannt. Davon ausgenommen waren jedoch die Frequenzen des Systems, von denen JetBlue ein Drittel von der FCC kaufte.
LiveTV setzte den Betrieb für die Allgemeine Luftfahrt fort. Aufgrund von Frequenzänderungen mussten jedoch alle Endgeräte ausgetauscht werden.
Im April 2013 kaufte Aircell das Airfone-System.